# Textnummer

Knappsats med bokstäver

Textnummer, alfanummer eller telefonord (engelska vanity number, phoneword, phonename eller smart number) är ett telefonnummer som presenteras som ett ord, ett företagsnamn eller en fras med hjälp av telefonens knappsats. Konceptet bygger på att människor har lättare för att memorera ord än siffror, och används ofta i annonsering, i synnerhet i USA. Konceptet har även spridits till Australien, Storbritannien, Kanada, Spanien och Norge, och har lanserats i Sverige. 
Textnummer bygger på en standardiserad knappsats i enlighet med internationella teleunionen (ITU), där varje knapp motsvarar vissa bokstäver. till exempel står siffran 2 för A, B, C, Å och Ä, siffran 3 för D, E och F, etc. Detta betyder att telefonnummer kan ”översättas” till ord genom att använda bokstäverna på de olika knapparna. Textnumret börjar vanligen på ett icke-geografiskt riktnummer, till exempel 020.
Exempel: 020-SEMESTER skulle betyda telefonnumret 020-73637837, eftersom S motsvarar siffran 7 på telefonens knappsats,  eftersom F motsvarar 3 (bokstaven F finnes på knapp 3), E motsvarar 3, M motsvarar 6 osv. 
Textnummer är alltså ett sätt att alfabetiskt översätta ett sifferbaserat telefonnummer. Man slår ett textnummer genom att trycka en gång på knappen där bokstaven står. Detta är för övrigt samma sätt som många skriver SMS genom att använda mobilens ordlista. 
En rad olika företag försöker genom olika medier att föra fram sitt produktnamn som namn på denna tjänst. Ordet alfanummer var med i språkrådets nyordslista 2009, men har inte införts i SAOL eller andra tongivande ordböcker.